# Digito-reno-zerebrales Syndrom
Ein Digito-reno-zerebrales Syndrom ist ein sehr seltenes angeborenes Krankheitsbild, das durch die Kombination von fehlenden Nägeln und Endgliedern der Finger und Zehen mit Fehlbildungen der Nieren und des Gehirnes gekennzeichnet ist.
Synonyme sind Zerebro-renales Syndrom, oder nach den Erstbeschreibern Eronen-Syndrom oder Eronen-Somer-Gustafsson-Syndrom, engl. digito-reno-cerebral Syndroma, kurz DRC-Syndrom.

## Epidemiologie
Die Häufigkeit wird mit unter 1 : 1 000 000 angegeben, die Vererbung erfolgt vermutlich autosomal-rezessiv.
Das Syndrom wird jetzt als (Teil des) DOOR-Syndrom geführt.